# Капітуляція під Переволочною
Капітуляція біля Переволочної — добровільна здача у полон майже цілої шведської армії 30 червня (за ст. ст.)/11 липня 1709 р.

## Передісторія
Після поразки під Полтавою Карл XII мав намір перевести шведське військо на інший бік Ворскли біля села Білики, що на південь від Полтави, і таким чином дійти до татарських земель. Наступного ранку після битви, від моменту відходу з Нових Санжар ніякі накази не віддавалися, і похід продовжувався правим берегом Ворскли. Біля містечка Кишенька був брід через Ворсклу, але через помилки, яких припустилися кілька офіцерів, військо пройшло повз це місце і дійшло до Переволочної, що на 5 км далі вниз.

## Перебіг
Поблизу Переволочної Адам Людвіг Левенгаупт та інші вищі офіцери надавали Карлові XII шанс перейти Дніпро з півторатисячним почтом і просуватися далі в напрямку володінь Османської імперії; серед причин, чому король захотів туди переправитися, було його бажання швидко дістатися Польщі. За власним планом Карла, Левенгаупт супроводжував би його в переході через Дніпро, але той забажав залишитися і командувати армією. Король наказав Левенгаупту вести армію через Ворсклу на татарську займанщину, і генерал пообіцяв виконати цей наказ.
Вранці 1 липня до шведських військ наблизився Меншиков із частиною московської армії чисельністю до 18 000 осіб, здебільшого кавалерією. Левенгаупт не хотів вступати в бій з московитами і після наради й голосування старших офіцерів вирішив здатися. На другий берег Дніпра встигли переправитися: Карл XII, Іван Мазепа, Кость Гордієнко, 2 500 шведських солдатів і офіцерів, 50 козацьких старшин, 500 козаків Мазепи і 4 000 козаків Гордієнка.

## Кількість полонених шведів

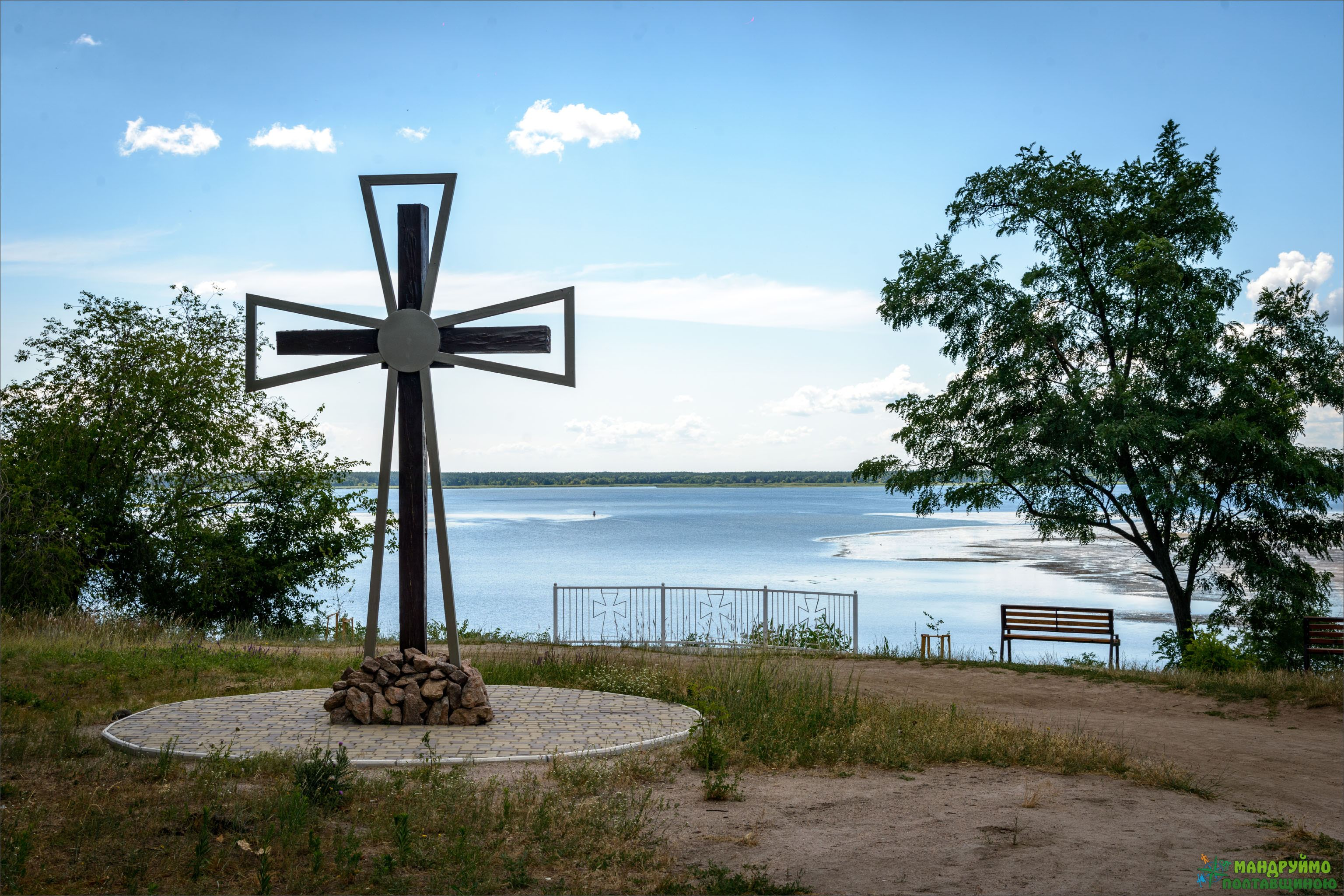

За даними Петера Енглунда, кількість шведських полонених була:
983 офіцери, 1 генерал, 2 генерал-майори, 11 полковників, 16 підполковників, 23 майори, 1 начальник артилерійського управління, 256 ротмістрів і капітанів, 1 капітан-лейтенант, 304 лейтенанти, 323 корнети і хорунжі, 18 полкових квартирмейстерів, 2 генерал-ад'ютанти, 25 ад'ютантів. 12575 унтер-офіцерів і солдатів, із них 3286 піхотинців, 9152 кіннотники і 137 артилеристів. 1407 інших службовців, а саме: 1 старший конюх, 19 завідувачів артилерійського спорядження, 40 священників, 10 комісарів, 80 фельдшерів та їхніх помічників, 5 членів військового трибуналу, 2 нотаріуси, 55 писарів, 13 литавристів, 73 трубачі і губоїсти, 145 барабанщиків і флейтистів, 13 профосів, 945 візників, ремісників і обозних слуг. 34 особи королівського почту, а саме: 1 лейб-медик, 1 куховар, 4 трубачі, 1 двірський аптекар, 25 служників і візників. 1745 цивільних челядників, робітників і ремісників. Членів родин військовиків — 1657 жінок і дітей різного віку. Загалом, близько 20 тисяч полонених шведів і 2 тисячі полонених козаків. Разом із полоненими, московитам дісталась велика військова здобич. Якщо рахувати з захопленими у Полтавській битві, то московити отримали: 21 гармату, 2 гаубиці, 8 мортир. Разом 31 одиницю артилерії. 142 стяги і штандарти. Головну касу армії — 2000000 монет, полкові каси — 400000 монет, гроші Мазепи, що зберігалися в обозах — 300000 монет. Окрім того, московитам дісталися тонни боєприпасів: цілі ящики з порохом, кулями, ядрами і гранатами. Десятки тисяч мушкетів, ручних мортир,  пістолетів, коротких рушниць, шпаг, протазанів, пік, багнетів, бойових тесаків, труб, литавр і барабанів. Тисячі споряджених коней, а з ними ладівниці, ранці, портупеї, сідельні торби з особистими речами шведських вояків. Це тільки офіційна здобич, а ще було і здирництво з полонених.

## Наслідки
Капітуляція ознаменувала кінець колись могутньої шведської армії та стала важливим фактором перемоги Московії у Великій Північній війні. Генерала Левенгаупта було взято в полон, де він і помер у 1719 р. Карл XII нічого не зробив, щоб хоча б спробувати його визволити з полону, перебуваючи в Бендерах в тодішній Османській імперії. 
Переволочанська фортеця і поселення довкола після цих подій були зруйновані. 